# Nick Holonyak
Nick Holonyak mlajši, ameriški fizik, elektrotehnik in izumitelj, * 3. november 1928, Zeigler, Illinois, ZDA, † 18. september 2022, Urbana, Illinois.
Holonyak je leta 1962 izumil prvo svetlečo diodo (LED). Tedaj je delal kot znanstveni sodelavec v laboratoriju General Electric v Syracuseu, New York. Je profesor elektrotehnike in računalništva na Univerzi Illinoisa v Urbani in Champaignu, kjer je poučeval od leta 1963. Ukvarjal se je z metodami proizvodnje kvantnotočkovnih laserjev.